# Копилково
Копилково (рос. Копылково) — присілок в Воскресенському районі Нижньогородської області Російської Федерації.
Населення становить 31 особу. Входить до складу муніципального утворення Нахратовська сільрада.

## Історія
Від 2009 року входить до складу муніципального утворення Нахратовська сільрада.

## Населення
| 1999 | 2002 | 2010 |
| ---- | ---- | ---- |
| 45   | ↘36  | ↘31  |